# Barkoura (Iolonioro)
Pour les articles homonymes, voir Barkoura.
Barkoura est un village du département et la commune rurale de Iolonioro (ou Nioronioro), situé dans la province du Bougouriba et la région du Sud-Ouest au Burkina Faso.

## Géographie

### Démographie
- En 2006, cette localité comptait 205 habitants dont 59.5% de femmes[1].